# Ignazio Leone
Ignazio Leone (Palermo, 19 aprile 1923 – Torino, 30 dicembre 1976) è stato un attore italiano.

## Biografia
Ignazio Leone inizia la sua carriera come attore di teatro dialettale e di rivista, esibendosi in Sicilia molto spesso come spalla della nascente coppia comica di Franco e Ciccio.
Il suo esordio cinematografico risale al 1952 con una partecipazione al film A fil di spada, diretto da Carlo Ludovico Bragaglia. In quasi trent'anni di carriera cinematografica prende parte a più di cento film, in gran parte commedie, lavorando anche con registi di prestigio come Carlo Lizzani, Alberto Lattuada, Steno e Pasquale Festa Campanile. Ha lavorato anche in alcune pellicole al fianco di Totò.
La sua ultima interpretazione è in Tutti possono arricchire tranne i poveri, accanto ad Anna Mazzamauro, Enrico Montesano e Barbara Bouchet nel 1976, anno della sua morte.

## Filmografia

### Cinema
- Il segreto delle tre punte, regia di Carlo Ludovico Bragaglia (1952) - non accreditato
- A fil di spada, regia di Carlo Ludovico Bragaglia (1952) - non accreditato
- Ho scelto l'amore, regia di Mario Zampi (1952) – non accreditato
- Agenzia matrimoniale, regia di Giorgio Pàstina (1952)
- Le infedeli, regia di Mario Monicelli e Steno (1953) - non accreditato
- Perdonami!, regia di Mario Costa (1953) - non accreditato
- Il mondo le condanna, regia di Gianni Franciolini (1953) - non accreditato
- La passeggiata, regia di Renato Rascel (1953)
- Finalmente libero, regia di Mario Amendola e Ruggero Maccari (1953) - non accreditato
- Desiderio 'e sole, regia di Giorgio Pàstina (1954) – non accreditato
- Un americano a Roma, regia di Steno - non accreditato (1954)
- Amici per la pelle, regia di Franco Rossi (1955)
- Le avventure di Giacomo Casanova, regia di Steno (1955) - non accreditato
- Cortile, regia di Antonio Petrucci (1955)
- 'Na sera 'e maggio, regia di Giorgio Pàstina (1955)
- Lacrime di sposa, regia di Sante Chimirri (1955)
- Donne sole, regia di Vittorio Sala (1956)
- Moglie e buoi, regia di Leonardo De Mitri (1956)
- Il corsaro della mezza luna, regia di Giuseppe Maria Scotese (1957)
- Rascel-Fifì, regia di Guido Leoni (1957)
- La canzone più bella, regia di Ottorino Franco Bertolini (1957)
- Ladro lui, ladra lei, regia di Luigi Zampa (1958) - non accreditato
- Napoli, sole mio!, regia di Giorgio Simonelli (1958)
- Domenica è sempre domenica, regia di Camillo Mastrocinque (1958) - non accreditato
- Un ettaro di cielo, regia di Aglauco Casadio (1958)
- Il cielo brucia, regia di Giuseppe Masini (1958)
- Totò nella luna, regia di Steno (1958)
- Racconti d'estate, regia di Gianni Franciolini (1958)
- La ragazza di piazza San Pietro, regia di Piero Costa (1958)
- L'amore nasce a Roma, regia di Mario Amendola (1958)
- Carosello di canzoni, regia di Luigi Capuano (1958)
- Tutti innamorati, regia di Giuseppe Orlandini (1959) - non accreditato
- I tartassati, regia di Steno (1959)
- Ciao, ciao bambina! (Piove), regia di Sergio Grieco (1959)
- Le cameriere, regia di Carlo Ludovico Bragaglia (1959)
- Il mondo dei miracoli, regia di Luigi Capuano (1959)
- L'arciere nero, regia di Piero Pierotti (1959)
- La notte del grande assalto, regia di Giuseppe Maria Scotese (1959)
- Il vedovo, regia di Dino Risi (1959)
- Perfide ma... belle, regia di Giorgio Simonelli (1959)
- Il raccomandato di ferro, regia di Marcello Baldi (1959)
- I baccanali di Tiberio, regia di Giorgio Simonelli (1960)
- L'impiegato, regia di Gianni Puccini (1960)
- Il mattatore, regia di Dino Risi (1960) - non accreditato
- Urlatori alla sbarra, regia di Lucio Fulci (1960)
- La regina delle Amazzoni, regia di Vittorio Sala (1960)
- Le pillole di Ercole, regia di Luciano Salce (1960)
- Sanremo - La grande sfida, regia di Piero Vivarelli (1960)
- La schiava di Roma, regia di Sergio Grieco e Francesco Prosperi (1961)
- Psycosissimo, regia di Steno (1961) - non accreditato
- Sua Eccellenza si fermò a mangiare, regia di Mario Mattoli (1961)
- Totòtruffa '62, regia di Camillo Mastrocinque (1961)
- Il segugio, regia di Bernard-Roland (1961)
- L'oro di Roma, regia di Carlo Lizzani (1961)
- L'urlo dei bolidi, regia di Leo Guerrasi (1961)
- Giulio Cesare contro i pirati, regia di Sergio Grieco (1962)
- Diciottenni al sole, regia di Camillo Mastrocinque (1962)
- I Don Giovanni della Costa Azzurra, regia di Vittorio Sala (1962)
- Zorro e i tre moschettieri, regia di Luigi Capuano (1963)
- Totò e Cleopatra, regia di Fernando Cerchio (1963)
- I diavoli di Spartivento, regia di Leopoldo Savona (1963)
- I cuori infranti, regia di Gianni Puccini e Vittorio Caprioli (1963) - non accreditato
- D'Artagnan contro i 3 moschettieri, regia di Fulvio Tului (1963)
- Il treno del sabato, regia di Vittorio Sala (1964)
- I maniaci, regia di Lucio Fulci (1964)
- La vendetta della signora, regia di Bernhard Wicki (1964) - non accreditato
- Una spada per l'impero, regia di Sergio Grieco (1964)
- I due pericoli pubblici, regia di Lucio Fulci (1964) - non accreditato
- Agente 077 missione Bloody Mary, regia di Sergio Grieco (1965)
- 002 Operazione Luna, regia di Lucio Fulci (1965)
- Perché uccidi ancora, regia di José Antonio de la Loma e Edoardo Mulargia (1965)
- I due parà, regia di Lucio Fulci (1965)
- Il grande colpo dei 7 uomini d'oro, regia di Marco Vicario (1966)
- 2 mafiosi contro Al Capone, regia di Giorgio Simonelli (1966)
- Ischia operazione amore, regia di Vittorio Sala (1966)
- Come svaligiammo la Banca d'Italia, regia di Lucio Fulci (1966)
- Delitto quasi perfetto, regia di Mario Camerini (1966)
- Cifrato speciale, regia di Pino Mercanti (1966)
- 7 monaci d'oro, regia di Marino Girolami (1966)
- Don Giovanni in Sicilia, regia di Alberto Lattuada (1967)
- Il lungo, il corto, il gatto, regia di Lucio Fulci (1967)
- Con la morte alle spalle, regia di Alfonso Balcázar (1967)
- Marinai in coperta, regia di Bruno Corbucci (1967)
- Da uomo a uomo, regia di Giulio Petroni (1967)
- Una ragazza tutta d'oro, regia di Mariano Laurenti (1967)
- Riderà (Cuore matto), regia di Bruno Corbucci (1967)
- Non mi dire mai goodbye, regia di Gianfranco Baldanello (1967)
- Cuore matto... matto da legare, regia di Mario Amendola (1967)
- Brutti di notte, regia di Giovanni Grimaldi (1968)
- Uno straniero a Paso Bravo, regia di Salvatore Rosso (1968)
- L'oro del mondo, regia di Aldo Grimaldi (1968)
- Spara, Gringo, spara, regia di Bruno Corbucci (1968)
- La bambolona, regia di Franco Giraldi (1968)
- Il sole è di tutti, regia di Domenico Paolella (1968)
- I due crociati, regia di Giuseppe Orlandini (1968)
- I 2 pompieri, regia di Bruno Corbucci (1968)
- I 2 deputati, regia di Giovanni Grimaldi (1968)
- Indovina chi viene a merenda?, regia di Marcello Ciorciolini (1969)
- Zingara, regia di Mariano Laurenti (1969)
- Zenabel, regia di Ruggero Deodato (1969)
- Franco e Ciccio... ladro e guardia, regia di Marcello Ciorciolini (1969)
- Satiricosissimo, regia di Mariano Laurenti (1970)
- Io non scappo... fuggo, regia di Franco Prosperi (1970)
- Ma chi t'ha dato la patente?, regia di Nando Cicero (1970)
- L'inafferrabile invincibile Mr. Invisibile, regia di Antonio Margheriti (1970)
- Amore Formula 2, regia di Mario Amendola (1970)
- Lacrime d'amore, regia di Mario Amendola (1970)
- Io non spezzo... rompo, regia di Bruno Corbucci (1971)
- Ma che musica maestro!, regia di Mariano Laurenti (1971)
- Il furto è l'anima del commercio!?..., regia di Bruno Corbucci (1971)
- Riuscirà l'avvocato Franco Benenato a sconfiggere il suo acerrimo nemico il pretore Ciccio De Ingras?, regia di Mino Guerrini (1971)
- Armiamoci e partite!, regia di Nando Cicero (1971)
- Il clan dei due Borsalini, regia di Giuseppe Orlandini (1971)
- Boccaccio, regia di Bruno Corbucci (1972)
- Le notti peccaminose di Pietro l'Aretino, regia di Manlio Scarpelli (1972) - non accreditato
- Jus primae noctis, regia di Pasquale Festa Campanile (1972)
- L'uccello migratore, regia di Steno (1972)
- Finalmente... le mille e una notte, regia di Antonio Margheriti (1972)
- La calandria, regia di Pasquale Festa Campanile (1972)
- Il prode Anselmo e il suo scudiero, regia di Bruno Corbucci (1972)
- La polizia sta a guardare, regia di Roberto Infascelli (1973)
- L'arbitro, regia di Luigi Filippo D'Amico (1974)
- A forza di sberle, regia di Bruno Corbucci (1974) - non accreditato
- Manone il ladrone, regia di Antonio Margheriti (1974)
- Squadra antiscippo, regia di Bruno Corbucci (1976) - non accreditato
- Tutti possono arricchire tranne i poveri, regia di Mauro Severino (1976)

### Televisione
- Il triangolo rosso – serie TV, episodio 4 (1967)
- Stasera Fernandel, regia di Camillo Mastrocinque – miniserie TV, episodio 3 (1968)
- Se te lo raccontassi – miniserie TV, episodio 1 (1968)
- Non cantare, spara, regia di Daniele D'Anza – miniserie TV (1968)
- Diritto di cronaca, regia di Vittorio Sala – film TV (1969)
- All'ultimo minuto – serie TV, episodio 2x03 (1972)